# Uloborus diversus
Uloborus diversus är en spindelart som beskrevs av Marx 1898. Uloborus diversus ingår i släktet Uloborus och familjen krusnätsspindlar. Inga underarter finns listade i Catalogue of Life.